# Galston Football Club
Maillots
Galston Football Club est un ancien club de football écossais basé à Galston, East Ayrshire, créé en 1891 et disparu en 1940, membre de la Scottish Football League entre 1923 et 1926. 

## Histoire
Le club a été fondé en 1891, ils adhérèrent successivement à l'Ayrshire Football League (en), à l'Ayrshire Football Combination (en), à la Scottish Football Combination, à la Scottish Football Union de 1909 à 1913 (et dont ils remportèrent la compétition en 1911-12) et à la Western League avant d'intégrer la Scottish Football League en 1923, à la suite de la création de la Division 3. 
Ils terminèrent les deux premières saisons respectivement à la 13e et à la 11e place. Ils ne terminèrent pas la troisième saison (1925-26), quittant la ligue en février 1926, principalement pour des raisons financières. Avant cela, ils avaient été pénalisés par la ligue pour avoir baissé le prix des places d'entrée à leur stade en dessous le niveau minimum accepté par la ligue. Ils avaient cela dans l'espoir d'attirer plus de monde dans leur stade, ce qui était une problématique très fréquente pour de nombreuses petites villes à l'époque. Malgré leur retrait de la ligue, leurs résultats lors de cette saison furent maintenus et ils terminèrent officiellement cette saison à la 16e place.
Ils intégrèrent alors la West of Scotland Amateur Football League (en) puis, à partir de 1932, la Scottish Football Alliance, une ligue qui réunissait les équipes réserves de clubs de l'élite et certains clubs non membres de la ligue (en fait, uniquement deux clubs non ligue Galston et Beith). Mais, en 1938, Hamilton Academical demanda que la Scottish Football Alliance ne gardât que les équipes réserves et donc exclut Galston et Beith. Cette décision fut soumise au vote de tous les clubs de la Scottish Football League et, malgré une lettre passionnée du président de Galston, James Abbott, envoyée à tous ces clubs, seuls Ayr United, Clyde, Kilmarnock, Queen's Park et Saint Mirren votèrent pour le maintien de Galston et Beith dans la Scottish Football Alliance, dont ils furent donc exclus.
Toutefois, après un an, une nouvelle Scottish Football Alliance fut créée et Galston ainsi que Vale of Leven furent autorisés à y participer. Malheureusement, après quelques mois à peine de compétition, la Seconde Guerre mondiale provoqua l'arrêt des championnats et Galston décida de disparaître en 1940.

## Palmarès
- 2 fois vainqueur de la Scottish Qualifying Cup

## Statistiques
| Saison  | M  | V  | N | D  | bp | bc | Pts | Pos |
| ------- | -- | -- | - | -- | -- | -- | --- | --- |
| 1923-24 | 30 | 11 | 3 | 16 | 53 | 70 | 25  | 13e |
| 1924-25 | 30 | 10 | 6 | 14 | 39 | 70 | 26  | 11e |
| 1925-26 | 15 | 4  | 4 | 7  | 38 | 46 | 12  | 16e |

M = matches joués ; V = victoires ; N = matches nuls ; D = défaites ; bp = buts pour ; bc = buts contre ; Pts = points (2 pour une victoire, 1 pour un match nul) ; Pos = classement final.
- Plus grande victoire en Scottish Football League : 9-2 contre Brechin City en 1923-24.
- Plus grosse défaite en Scottish Football League : 0-8 contre Queen of the South en 1924-25.

Ils jouèrent la Coupe d'Écosse à 18 reprises, étant éliminés au premier tour à 11 occasions et au deuxième tour à 7 occasions.